# Малий Качський Ранн
Малий Качський Ранн (англ. Little Rann of Kutch) — солончак, розташований у південно-східній частині Качського Ранна, неподалік від Великого Качського Ранна в окрузі Кач штату Гуджарат, Індія.

## Заповідник

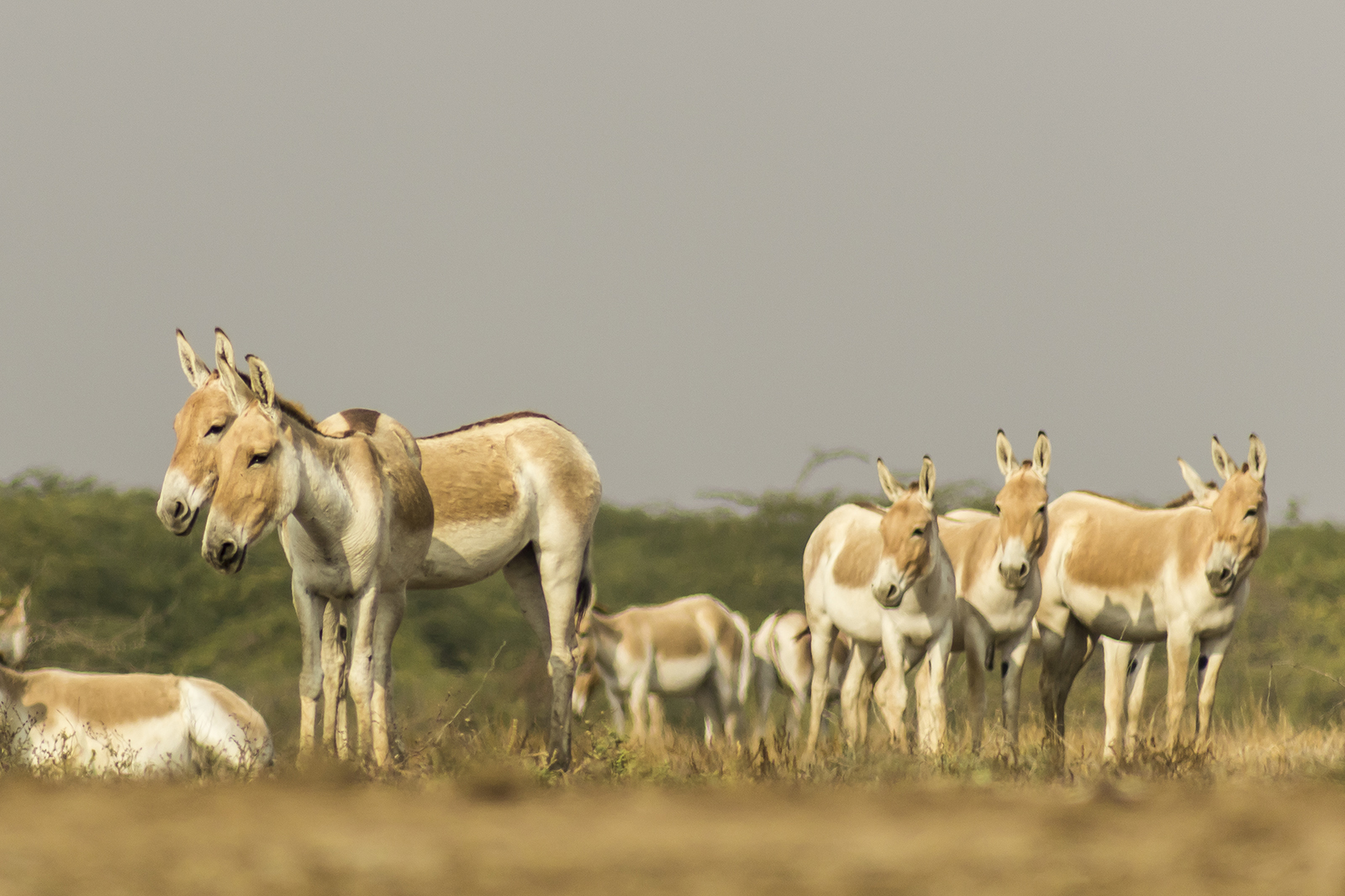
Індійські кулани у Малому Качському Ранні

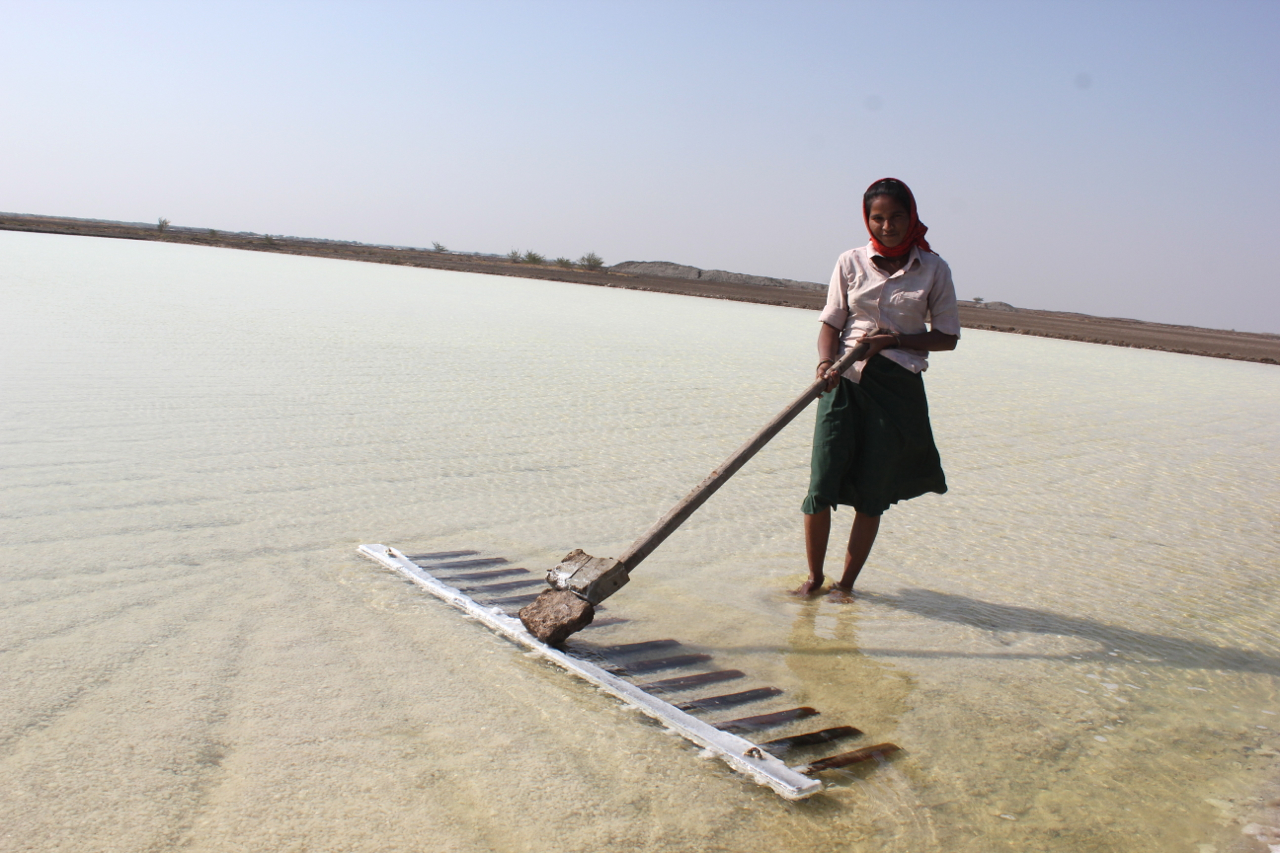
Видобуток солі у Малому Качському Ранні

На території Малого Качського Ранна розташовано заповідник Індійський заповідник куланів, створений для збереження індійських куланів. Незважаючи на свій безрадісний вид Малий Качський Ранн має багате біорізноманіття і є екологічно важливою областю для диких тварин і багатьох місцевих та мігруючих водоплавних птахів, таких як журавлі, качки, пелікани, фламінго, а також наземних птахів, таких як рябкові, Francolinus та Ardeotis nigriceps. Також, крім куланів, є домом для різних унікальних ссавців, таких як Canis lupus pallipes, Vulpes vulpes pusilla та Boselaphus tragocamelus.
Індійський заповідник куланів планують реорганізувати у біосферний заповідник, який стане міжнародно-визнаним місцем збереження наземних і прибережних екосистем в рамках програми ЮНЕСКО «Людина і біосфера» (англ. Man and the Biosphere, MAB). Програма спрямована на збереження біологічного різноманіття, проведення досліджень, моніторингу та забезпечення моделей сталого розвитку. Індійський заповідник куланів може стати об'єктом всесвітньої спадщини, пропозиція була направлена в ЮНЕСКО.

## Економіка
Традиційною для регіону галуззю народного господарства є видобуток солі. Лісовий департамент штату Гуджарат хоче припинити видобуток солі на території Малого Качського Ранна, через її небезпеки для екології регіону, дикої природи і зникаючого індійського кулана.
Крім того, цей район використовується для розміщення креветочних ферм, що є більш вигідною діяльністю, ніж видобуток солі. Втім, і ця діяльність не заохочується лісовим департаментом.